# NGC 5335
NGC 5335 је спирална галаксија у сазвежђу Девица која се налази на NGC листи објеката дубоког неба.
Деклинација објекта је + 2° 48' 53" а ректасцензија 13h 52m 56,5s. Привидна величина (магнитуда) објекта NGC 5335 износи 13,3 а фотографска магнитуда 14,1. NGC 5335 је још познат и под ознакама UGC 8791, MCG 1-35-46, CGCG 45-129, NPM1G +03.0399, PGC 49310.